# Saint-Just-le-Martel
Saint-Just-le-Martel este o comună în departamentul Haute-Vienne din centrul Franței. În 2009 avea o populație de 2.455 de locuitori.

## Evoluția populației
| An        | 1975  | 1982  | 1990  | 1999  | 2006  | 2009  |
| --------- | ----- | ----- | ----- | ----- | ----- | ----- |
| Populație | 1.213 | 1.530 | 1.825 | 1.959 | 2.299 | 2.455 |